# Wettelijk stelsel
Het wettelijk stelsel (Frans: régime légal) is een huwelijksvermogensstelsel uit het Belgische relatievermogensrecht waarbij de echtgenoten elk hun eigen vermogen hebben, alsook een gemeenschappelijk vermogen. De andere Belgische huwelijksvermogensstelsels zijn het algehele gemeenschap en de scheiding van goederen. Het wettelijk stelsel wordt geregeld in de artikelen 2.3.16 tot 2.3.60 van het Belgische Burgerlijk Wetboek (BW).

## Omschrijving
Het wettelijk stelsel is in België het gemeenrechtelijk huwelijksvermogensstelsel. Dit betekent dat het wettelijk stelsel van toepassing is als de echtgenoten geen huwelijksovereenkomst hebben gesloten, of als ze er in hun huwelijksovereenkomsten niet van afwijken (art. 2.3.12 BW).

### Drie vermogens

#### Principes
Onder het wettelijk stelsel is er sprake van drie vermogens: het eigen vermogen van iedere echtgenoten en het gemeenschappelijk vermogen (art. 2.3.16 BW). Het wettelijk stelsel verschilt daarmee van het stelsel van de scheiding van goederen, waar er geen sprake is van een gemeenschappelijk vermogen.
De belangrijkste bestanddelen van de eigen vermogens zijn de goederen die de echtgenoten reeds toebehoorden bij de huwelijkssluiting, alsook de goederen die zij doorheen het huwelijk zouden verkrijgen uit een nalatenschap, een schenking of een testament (art. 2.3.17 BW). Het belangrijkste bestanddeel van het gemeenschappelijk vermogen zijn de beroepsinkomsten van de beide echtgenoten, die te allen tijde in het gemeenschappelijk vermogen terechtkomen (art. 2.3.22, §1, 1° BW).
Bovendien geldt zowel ten aanzien van de goederen als ten aanzien van de schulden een vermoeden van gemeenschappelijkheid: alle goederen en schulden waarvan niet kan worden bewezen dat ze een eigen zijn aan een van de echtgenoten, worden vermoed gemeenschappelijke goederen en schulden te zijn (art. 2.3.22, §3 en 2.3.25, §2 BW).

#### Titreenfinance
Voor vennootschapsaandelen, beroepsgoederen en cliënteel maakt de wet een zogenaamde opsplitsing tussen titre en finance. Hierbij wordt er een verschil gemaakt tussen de hoedanigheid en de vermogenswaarde van deze goederen. Inzake vennootschapsaandelen betekent dit bijvoorbeeld dat de lidmaatschapsrechten verbonden aan deze aandelen een eigen goed vormen van een van de echtgenoten (art. 2.3.19, §1, 5° BW), maar dat de vermogenswaarde van de aandelen tot het gemeenschappelijk vermogen behoort (art. 2.3.22, §1, 5° BW). Deze opsplitsing wordt evenwel slechts gemaakt voor zover de aandelen met gemeenschappelijke gelden zijn verkregen, deze niet vrij overdraagbaar zijn vanwege een wettelijke of contractuele bepaling, en voor zover slechts één echtgenoot in die vennootschap zijn of haar professionele activiteit als zaakvoerder of beheerder uitoefent.

### Bestuur

#### Principes
Iedere echtgenoot bestuurt zijn eigen vermogen in principe alleen, al bestaat er wel een bijzondere bescherming voor de gezinswoning (art. 2.3.39 BW). Het gemeenschappelijk vermogen wordt dan weer bestuurd door de ene of door de andere echtgenoot die de bestuursbevoegdheden alleen kan uitoefenen. Elke echtgenoot is daarbij verplicht om de bestuurshandelingen van de andere te eerbiedigen (art. 2.3.30 BW). Bij wijze van uitzondering legt de wet enkele gevallen op waarbij de echtgenoten het gezamenlijk vermogen samen dienen te besturen. Onrechtmatige bestuurshandelingen kunnen onder bepaalde voorwaarden door de rechter worden vernietigd (art. 2.3.36 BW).

#### Ontneming van de bestuursbevoegdheid
Indien een van de echtgenoten blijk geeft van ongeschiktheid in het bestuur van het gemeenschappelijk vermogen of van zijn eigen vermogen of de belangen van het gezin in gevaar brengt, kan de andere echtgenoot vorderen dat de bestuursbevoegdheden hem geheel of gedeeltelijk worden ontnomen. De familierechtbank kan dat bestuur opdragen aan de eiser of een derde. De beslissing kan worden herroepen eens de redenen waarop zij gegrond was, komen te vervallen (art. 2.3.40, §1 BW). De griffier maakt melding van het vonnis of het arrest in het centraal register voor huwelijksovereenkomsten (art. 2.3.40, §2 BW).

### Ontbinding
Het wettelijk stelsel wordt ontbonden door het overlijden van een van de echtgenoten, de echtscheiding of de scheiding van tafel en bed, de gerechtelijke scheiding van goederen of de overgang naar een ander huwelijksvermogensstelsel (art. 2.3.41 BW).

## Geschiedenis
Het stelsel van de scheiding van goederen was oorspronkelijk geregeld in de artikelen 1398 tot 1465 van het Oud Burgerlijk Wetboek. In 2022 werden deze regels overgeheveld naar boek 2, titel 3 'Relatievermogensrecht' van het Burgerlijk Wetboek.